# Sztafeta pływacka 4 × 100 m stylem dowolnym
Sztafeta pływacka 4 × 100 m stylem dowolnym – konkurencja pływacka, w której ścigają się sztafety. Sztafeta to zespół składający się z czterech zawodników, reprezentujących dany kraj. Każdy zawodnik sztafety ma do pokonania dystans liczący 100 metrów.

## Mistrzostwa świata(basen 50 m)
Obecni mistrzowie świata:
- Stany Zjednoczone (2022)

Obecne mistrzynie świata:
- Australia (2022)

## Mistrzostwa świata(basen 25 m)
Obecni mistrzowie świata:
- Stany Zjednoczone (2018)

Obecne mistrzynie świata:
- Stany Zjednoczone (2018)

## Mistrzostwa Europy
Obecni mistrzowie Europy:
- Rosja (2021)

Obecne mistrzynie Europy:
- Wielka Brytania (2021)

## Letnie igrzyska olimpijskie
Obecni mistrzowie olimpijscy:
- Stany Zjednoczone (2021)

Obecne mistrzynie olimpijskie:
- Australia (2021)

## Rekordy Polski, Europy i świata (basen 50 m)
|           | Kraj                                                             | Czas    | Miejsce ustanowienia | Data             |         |         |
| Kobiety   | Kobiety                                                          | Kobiety | Kobiety              | Kobiety          | Kobiety | Kobiety |
| --------- | ---------------------------------------------------------------- | ------- | -------------------- | ---------------- | ------- | ------- |
| WR        | Australia (B. Campbell, M. Harris, E. McKeon, C. Campbell)       | 3:29,69 | Tokio (Japonia)      | 25 lipca 2021    |         |         |
| ER        | Holandia (I. Dekker, R. Kromowidjojo, F. Heemskerk, M. Veldhuis) | 3:31,72 | Rzym (Włochy)        | 26 lipca 2009    |         |         |
| RP        | Polska (K. Wilk, A. Tchórz, A. Urbańczyk, A. Dowgiert)           | 3:40,89 | Kazań (Rosja)        | 2 sierpnia 2015  |         |         |
| Mężczyźni |                                                                  |         |                      |                  |         |         |
| WR        | Stany Zjednoczone (M. Phelps, G. Weber-Gale, C. Jones, J. Lezak) | 3:08,24 | Pekin (Chiny)        | 11 sierpnia 2008 |         |         |
| ER        | Francja (A. Leveaux, F. Gilot, F. Bousquet, A. Bernard)          | 3:08,32 | Pekin (Chiny)        | 11 sierpnia 2008 |         |         |
| RP        | Polska (K. Ostrowski, K. Majchrzak, K. Czerniak, J. Kraska)      | 3:13,88 | Tokio (Japonia)      | 25 lipca 2021    |         |         |

## Rekordy Polski, Europy i świata (basen 25 m)
|            | Kraj                                                                     | Czas    | Miejsce ustanowienia | Data            |         |         |
| Kobiety    | Kobiety                                                                  | Kobiety | Kobiety              | Kobiety         | Kobiety | Kobiety |
| ---------- | ------------------------------------------------------------------------ | ------- | -------------------- | --------------- | ------- | ------- |
| WR         | USA (Kate Douglass, Katharine Berkoff, Alex Shackell, Gretchen Walsh)    | 3:25,01 | Budapeszt            | 10 grudnia 2024 |         |         |
| ER         | Holandia (I. Dekker, F. Heemskerk, M. van der Meer, R. Kromowidjojo)     | 3:26,53 | Doha (Katar)         | 5 grudnia 2014  |         |         |
| RP KLUBOWY | MKS Juvenia Wrocław (A. Tchórz, K. Fiedkiewicz, K. Jurczyk, K. Naziębło) | 3:35,54 | Olsztyn (Polska)     | 17 grudnia 2020 |         |         |
| Mężczyźni  |                                                                          |         |                      |                 |         |         |
| WR         | Stany Zjednoczone (C. Dressel, B. Pieroni, M. Chadwick, R. Held)         | 3:03,03 | Hangzhou (Chiny)     | 11 grudnia 2018 |         |         |
| ER         | Rosja (W. Griniew, S. Fiesikow, W. Morozow, K. Kolesnikow)               | 3:03,11 | Hangzhou (Chiny)     | 11 grudnia 2018 |         |         |
| RP KLUBOWY | AZS UMCS Lublin (K. Czerniak, J. Świtkowski, J. Hołub, M. Cieślak)       | 3:09,65 | Olsztyn (Polska)     | 17 grudnia 2020 |         |         |